# San Esteban de Litera
San Esteban de Litera – gmina w Hiszpanii, w prowincji Huesca, w Aragonii, o powierzchni 71,9 km². W 2011 roku gmina liczyła 502 mieszkańców.